# Atalanta e Hipómenes (Guido Reni)

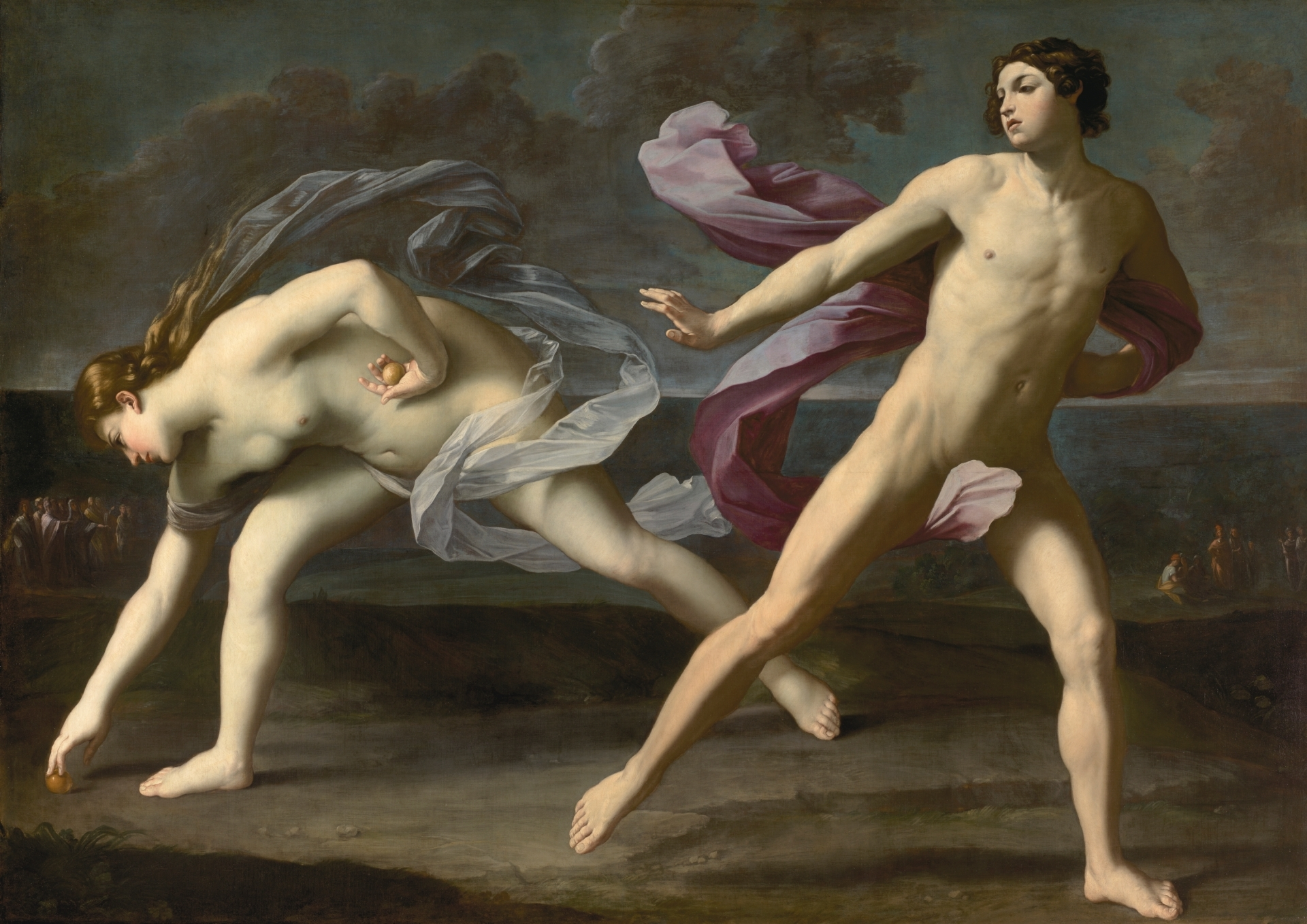
El cuadro del Prado.

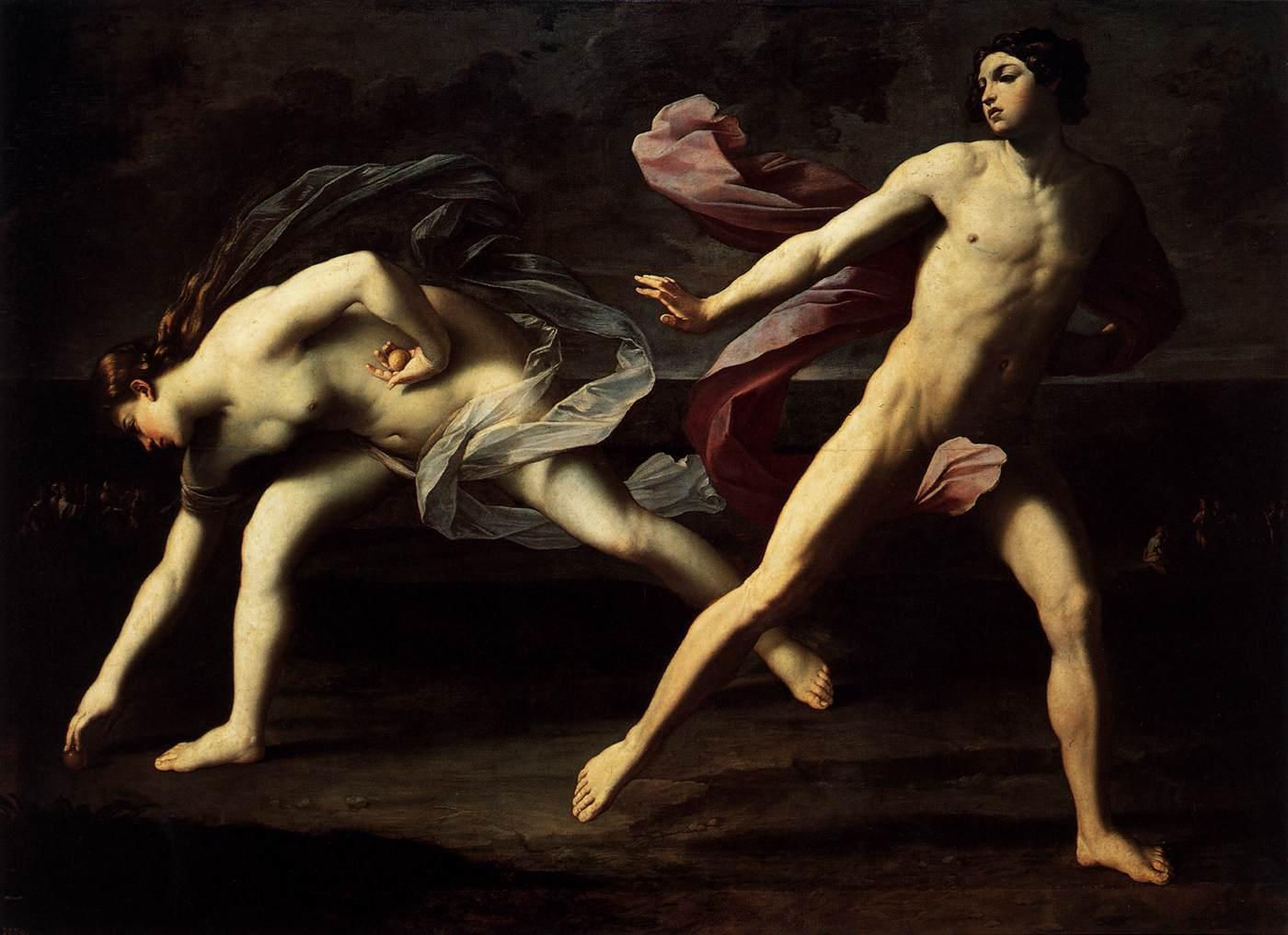
El cuadro de Capodimonte.

Atalanta e Hipómenes es una obra de Guido Reni de la que hay dos ejemplares, ambos óleo sobre lienzo: uno en el Museo del Prado de Madrid (206 x 297 cm), datable entre 1618 y 1619; y otro en el Museo di Capodimonte de Nápoles (191 x 264 cm) datable entre 1620 y 1625.
El cuadro del Prado perteneció inicialmente al marqués Giovan Francesco Serra, y en 1664 fue comprado, con otros diecisiete cuadros de la colección de éste, por el virrey de Nápoles para Felipe IV, que lo dispuso en la galería del cierzo del Alcázar de Madrid. Allí fue contemplado por Cosme III de Médici, a quien no pareció justificada la fama que había alcanzado la obra. Fue de las obras que se salvaron del incendio de 1734. Carlos III la desplazó, junto con otros cuadros considerados "lascivos", a la casa de Rebeque (el estudio del pintor de cámara Andrés de la Calleja). Se consideró incluso quemarlos, pero se decidió asignarlos a la Real Academia de San Fernando en 1796, aunque debieron permanecer ocultas al público. En 1827 pasó a formar parte del nuevo Museo de Pintura y Escultura (el Prado), pero, al catalogarse como copia, no se consideró de interés exhibirlo junto a las obras principales, y se cedió a la Universidad de Granada. En 1963, tras un nuevo estudio, pasó a considerarse sin duda original y se precisó su cronología, establecida por comparación con la serie Los trabajos de Hércules y el Sansón victorioso. En junio de 2023, el Museo del Prado publicó un documental que muestra el proceso de restauración integral de la obra.
Se representa la historia de Atalanta e Hipómenes. La ninfa Atalanta, invencible en la carrera, desafiaba a cualquier hombre que la pretendiera, siendo la muerte el castigo de los que perdían. Fue vencida por Hipómenes gracias a una estratagema facilitada por Afrodita: arrojarle manzanas de oro del jardín de las Hespérides para que se detuviera a recogerlas.
Las dos figuras aparecen en un paisaje oscurecido, en el que el cromatismo terroso del celaje es similar al del suelo, haciendo resaltar los suaves tonos de los paños de pureza y la carnación de las dos figuras, muy iluminadas, sobre el oscuro fondo. El gran dinamismo de los cuerpos se resalta en líneas diagonales, que reflejan unos elegantes movimientos, más coreográficos que deportivos. Ambos personajes descansan su peso sobre un solo pie de apoyo. Las líneas de tensión y las opuestas direcciones determinan una composición abierta. Todas las características muestran una tensión entre dos mundos estéticos que se dan simultáneamente en la Italia del mil seiscientos: el estilo barroco caravaggista y el clasicismo de los Carracci, escuela ésta en la que se enmarca el autor.

## Otras obras con el mismo tema

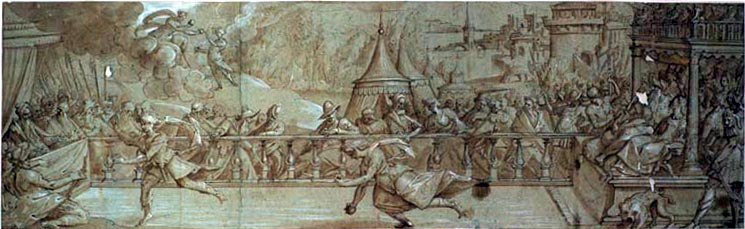
Círculo del Veronés (segunda mitad del siglo XVI).
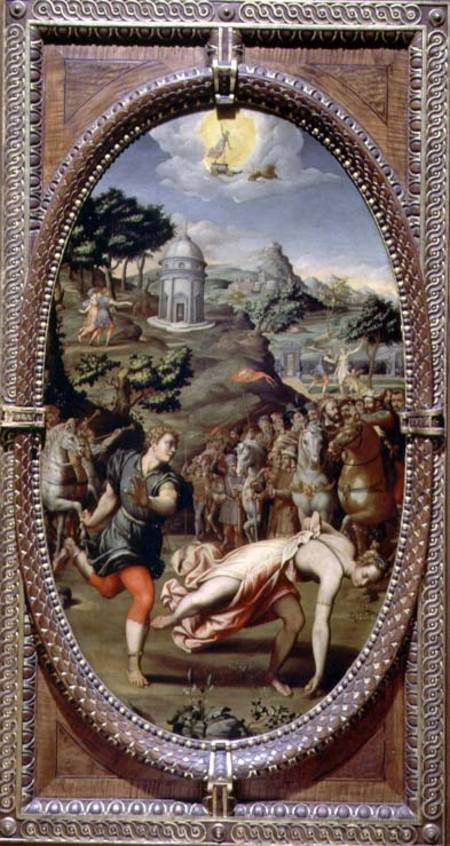
Sebastiano Marsili (1572).
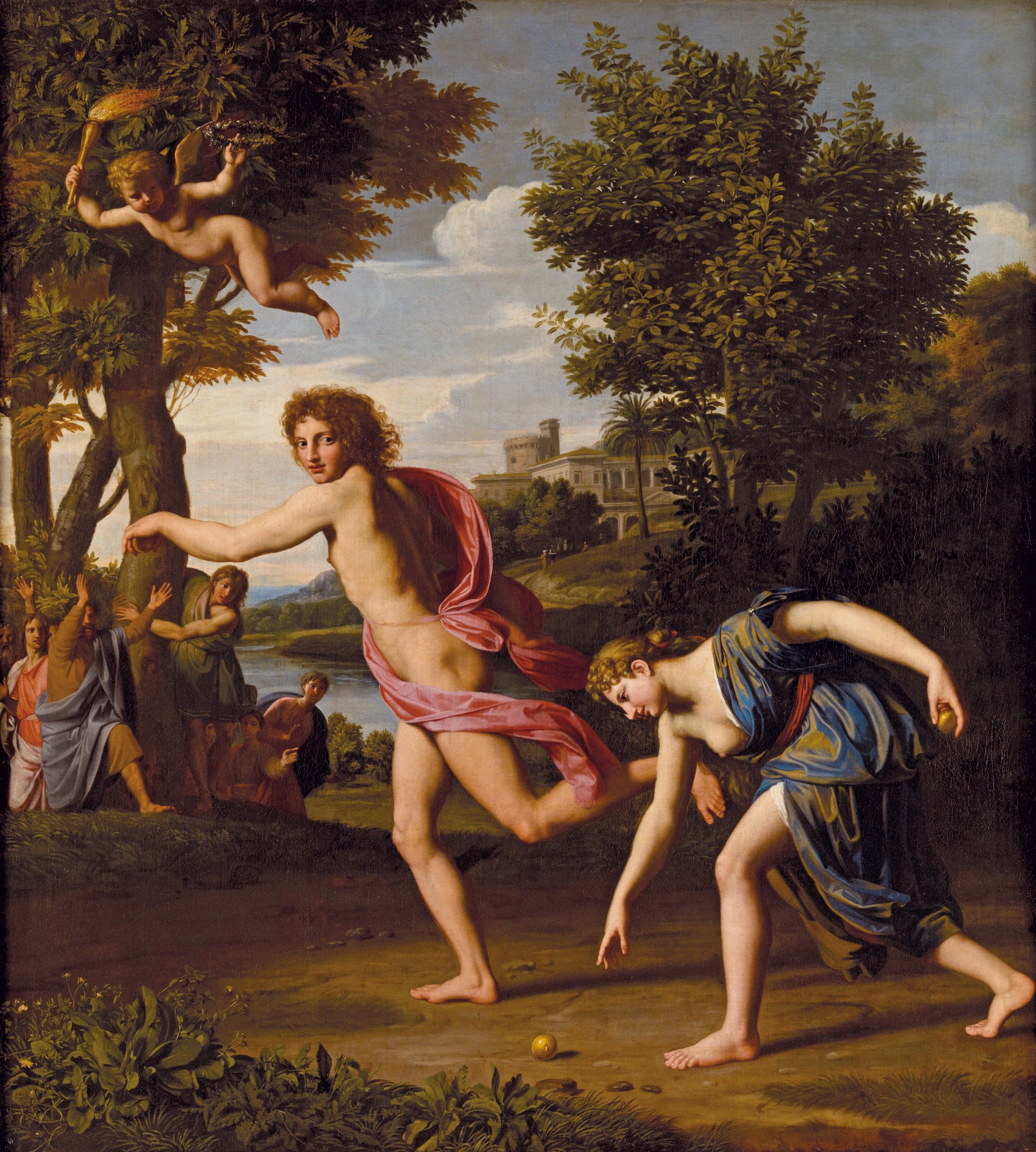
Nicolas Colombel (1680).
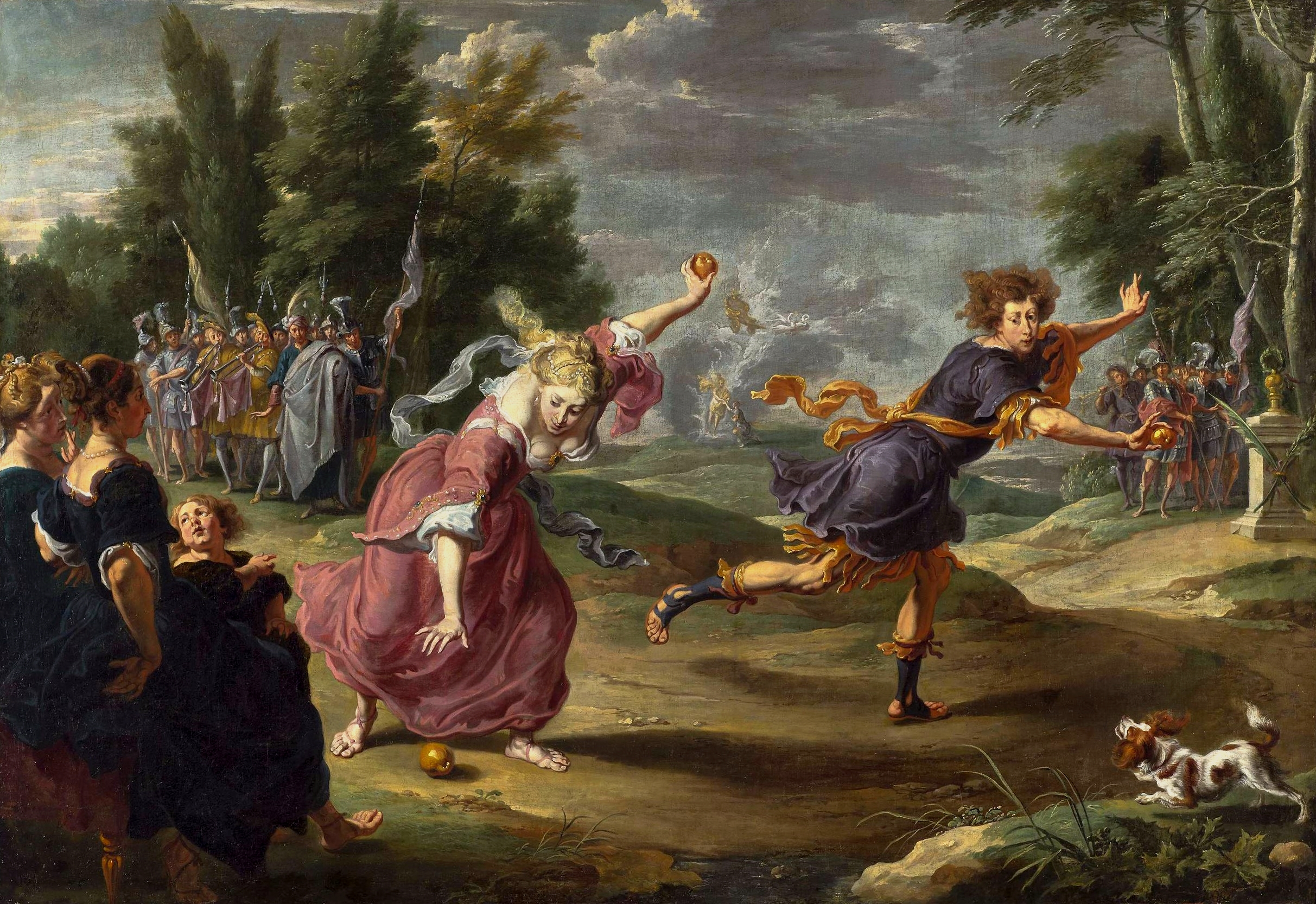
Guilliam van Herp (1632).
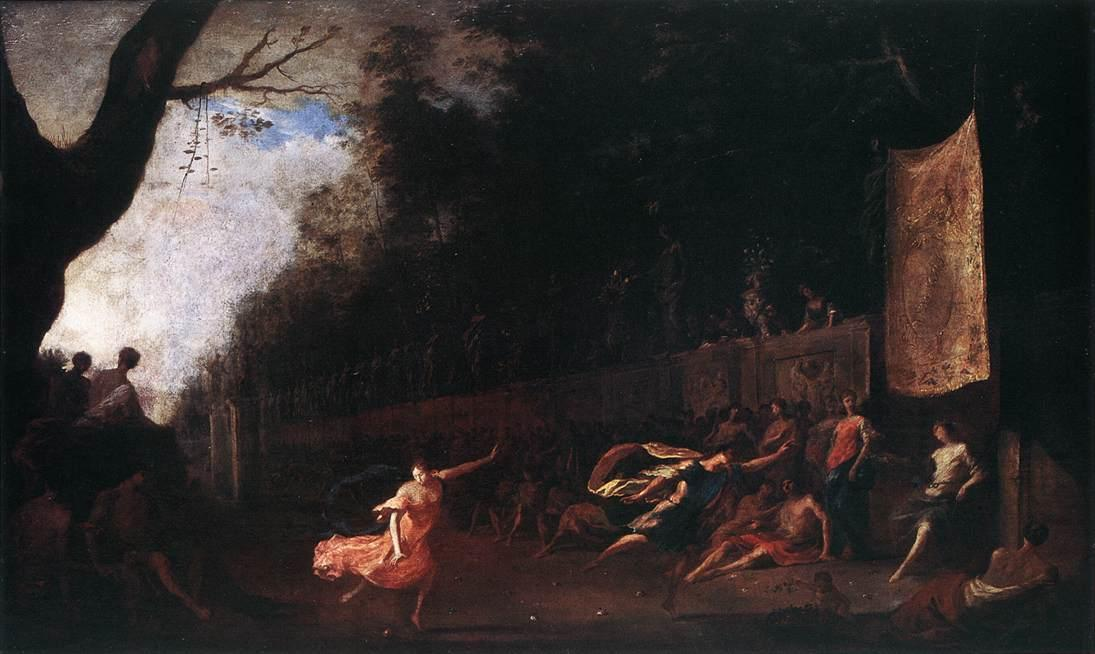
Johann Heinrich Schönfeld (ca. 1650).
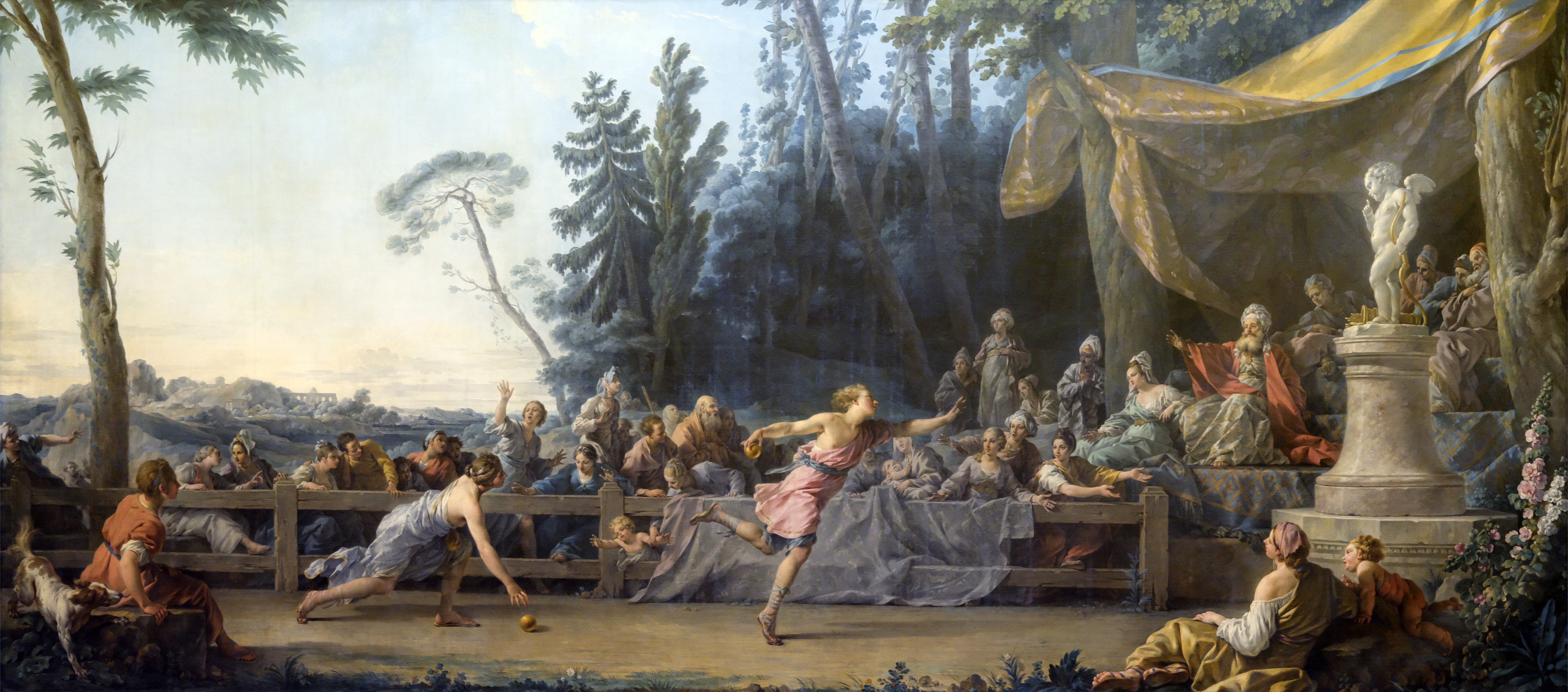
Nöel Hallé (ca. 1765).

El Museo del Prado también conserva una obra sobre el mismo tema del pintor flamenco del siglo XVII Jacob Peter Gowy. También lo pintó Jordaens (ca. 1630).